# Cynodon magennisii
Cynodon magennisii är en gräsart som beskrevs av Hurcombe. Cynodon magennisii ingår i släktet hundtandsgrässläktet, och familjen gräs. Inga underarter finns listade i Catalogue of Life.